# Sonate für Flöte und Klavier (Martinů)

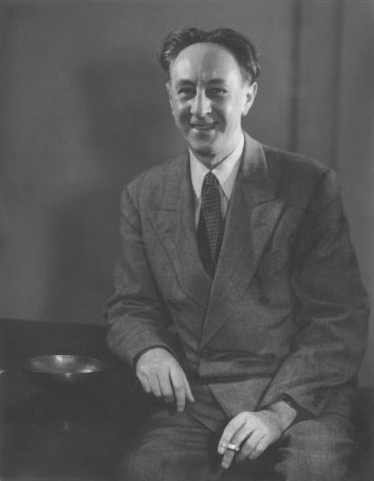
Bohuslav Martinů, 1945

Die 1945 entstandene Sonate für Flöte und Klavier des tschechischen Komponisten Bohuslav Martinů (1890–1959) ist dem Flötisten Georges Laurent gewidmet. Ihr Finalsatz ist durch den Ruf der nordamerikanischen Schwarzkehl-Nachtschwalbe (Antrostomus vociferus) inspiriert.

## Entstehung und Uraufführung
Bohuslav Martinů komponierte seine Flötensonate im Juni und Juli 1945 während eines Urlaubsaufenthalts in South Orleans auf Cape Cod in Massachusetts, kurz nach Vollendung seiner 4. Sinfonie. Martinů war damals unentschlossen, ob er in den Vereinigten Staaten bleiben sollte, in die er emigriert war, oder in seine tschechische Heimat zurückkehren sollte.
Die Uraufführung fand am 18. Dezember 1949 in einem vom New York Flute Club veranstalteten Recital durch den Flötisten Lois Schaefer statt. Gewidmet ist sie dem französischen Flötisten Georges Laurent, damals Soloflötist des Boston Symphony Orchestra.
Die Sonate trägt im Werkverzeichnis von Harry Halbreich die Nummer H. 306 und wurde unter dem Titel „First Sonata“ veröffentlicht, ein zweites Werk in dieser Besetzung sollte jedoch nicht mehr folgen.

## Charakterisierung

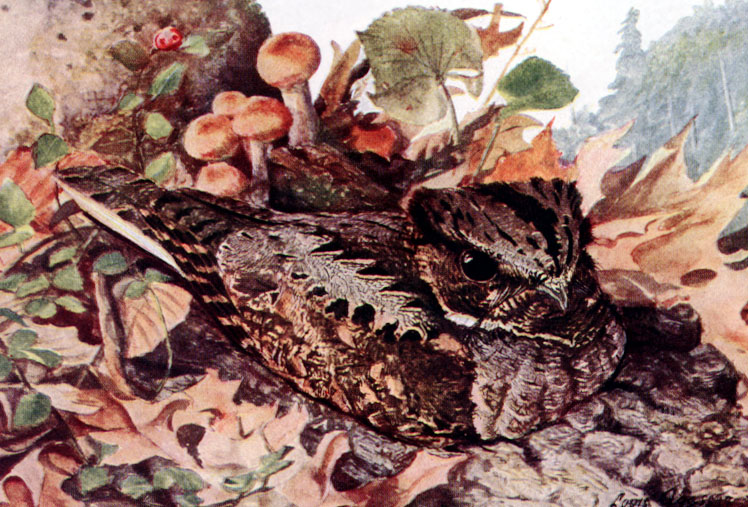
Schwarzkehl-Nachtschwalbe

Die Spieldauer der dreisätzigen Sonate für Flöte und Klavier von Bohuslav Martinů liegt bei etwa knapp 20 Minuten. Ihre Satzbezeichnungen lauten:
1. Allegro moderato
2. Adagio
3. Allegro poco moderato

Der erste Satz, dessen Hauptthema zunächst vom Klavier exponiert wird, ist durch charakteristische Synkopen geprägt. Es schließt sich ein melancholisch-liedhafter langsamer Satz an, mit einer von der tiefen Lage bis in die dritte Oktave aufsteigenden, dann wieder absinkenden es-Moll-Linie in der Flöte. Der Satz-Mittelteil ist deutlich bewegter. Das Hauptthema des lebhaft-virtuosen Finalsatzes ist durch den Ruf der nordamerikanischen Schwarzkehl-Nachtschwalbe (Antrostomus vociferus, in ihrer Heimat auch als Eastern whip-poor-will bezeichnet) inspiriert. In den Erinnerungen von Martinůs Frau Charlotte heißt es: „[…] Eines Tages fanden wir einen kleinen schwarzen Vogel mit einem bläulichen Bauch, der verletzt war. Wir pflegten ihn, und als er geheilt war, lehrte Bohuslav ihn das Fliegen. Er sang unter unserem Fenster, und so kam es, daß in Bohuslavs Sonate für Flöte und Klavier das Thema des Gesangs dieses Vogels, genannt Whippoorwill, erscheint.“